# Kalmiopsis leachiana
Kalmiopsis es un género monotípico, su única especie: (Kalmiopsis leachiana) es una rara planta, endémica de  Siskiyou Mountains al sudoeste de Oregón, donde es especialmente protegida en la reserva  Kalmiopsis Wilderness de 72.800 ha. Está relacionada con Kalmia en la familia  Ericaceae.

## Descripción
Es un arbusto perenne que alcanza 10–30 cm de altura, con tallos erectos con la hojas dispuestas en espiral, simples de 2–3 cm de longitud y  1 cm de ancho. Las flores son rosa-púrpura, dispuestas en racimos de 6-9 juntas, reminiscencias de las pequeñas flores de   Rhododendron, con un cáliz formado estrella de cinco pétalos unidos; cada flor de 1.5–2 cm de diámetro. El fruto es una cápsula cinco lobulada con numerosas semillas.

## Taxonomía
Kalmiopsis leachiana fue descrita por (L.F.Hend.) Rehder  y publicado en Journal of the Arnold Arboretum 13(1): 32. 1932.